# Спиваковский, Майкл
Майкл Спиваковский (англ. Michael Spivakovsky; 9 ноября 1919, Лондон — 13 мая 1983, Нью-Йорк) — британский скрипач, дирижёр и композитор. Племянник братьев Спиваковских. 
Играл на скрипке (реже на альте) в различных оркестрах, специализирующихся на лёгкой классической музыке, — в том числе в оркестре, собранном Фрэнком Синатрой для записи альбома Сильвии Симс Syms by Sinatra (1982). Руководил также собственным Оркестром Страдивари. Автор различных лёгких сочинений, в числе которых наиболее популярны «Танго скрипок» (англ. Tango of Violins; 1955), Вальс-бурлеск, «Воспоминание» и др. Наиболее известен, однако, как автор Концерта для губной гармоники с оркестром — первого полноформатного концертного сочинения для этого инструмента, написанного в 1951 году для исполнителя Томаса Рейли.